# 原田慶吉
原田 慶吉（はらだ けいきち、1903年7月30日 - 1950年9月1日）は、日本の法制史学者。専門はローマ法。兵庫県神戸市出身。

## 経歴
- 1926年 - 東京帝国大学法学部卒業(英吉利法選修)。同助手。
- 1929年 - 東京帝国大学法学部助教授。
- 1936年-1938年 - ドイツ留学
- 1939年 - 東京帝国大学法学部教授。
- 1944年 - 東大法学部の蔵書疎開の責任者となり、疎開先の千葉の農家と大学を妻とリヤカーで往復する日もあったほどの生活を送る[1]。都内の自宅が被災し、妻子は君津町に疎開、自身は大学の研究室に寝泊まりした[2]。戦後も六畳一間に家族5人の間借り生活となったため、研究室に入り浸った[1]。
- 1947年1月 - 深夜、東大赤門付近で、駐留米軍兵士の強盗に襲われ、脳挫傷の重傷を負う[3][4][注釈 1]
- 1949年 - 法制史学会の設立に尽力、発起人の一人となる。11月の会の設立後は初代の代表理事に任命された。
- 1950年 -「楔形文字法の研究」により、1949年度 朝日文化賞受賞
- 1950年4月 - 前述脳挫傷の後遺症による極度の抑欝症を発症、東京大学医学部附属病院に入院。
- 1950年9月1日 - 仮退院後、東京都杉並区高円寺の自宅で療養中に縊死[3][4][5]。警察は神経衰弱による発作的自殺と発表[1]。生前、税務署のミスで多額の所得税の請求があり、病身で関係各所に確認作業を行ない、帰宅後倒れるなど心労が続いていたという[1]。自死した借間の隅のミカン箱には自著の『ローマ法』と『ローマ法の原理』が置かれていた[1]。

## 家族
- 兄・原田亨一（1897-1938） ‐ 武蔵高等学校 (旧制)歴史教諭。東京帝国大学文学部国史科卒。著書に『近世日本演劇の源流』、『平安時代の藝術』、『弘仁芸術の背景』など。教え子に太田晶二郎、太田博太郎がいる。[6]
- 弟・原田季夫（1908-1967) ‐ 牧師。ハンセン病患者救済活動で知られる。病弱だった旧制高校時代に自身がハンセン病を疑った経験から、50歳で電電公社を退職し、好善社の支援活動に参加、国立療養所長島愛生園の教会の牧師となり、神学校「長島聖書学舎」を設立して校長を務めた。[7]
- 妻・春子[2]

## 著書
- ローマ法（上巻・下巻）（有斐閣、1949年、のちに上下巻合本）
- 楔形文字法の研究（弘文堂、1949年）
- ローマ法の原理（弘文堂、1950年）
- イエーリング「ローマ法の精神」第一巻翻訳・監修（有斐閣　1950年）
- 日本民法典の史的素描（石井良助編　創文社、1954年）

## 栄典
- 1929年（昭和4年）4月15日 - 従七位[8]
- 1931年（昭和6年）5月15日 - 正七位[9]
- 1933年（昭和8年）9月15日 - 従六位[10]
- 1936年（昭和11年）2月15日 - 正六位[11]
- 1938年（昭和13年）9月15日 - 従五位[12]
- 1942年（昭和17年）2月14日 - 勲四等瑞宝章[13]
- 1950年（昭和25年）9月1日 - 従四位[14]